# (6556) Arcimboldo
Pour les articles homonymes, voir Arcimboldo (homonymie).
(6556) Arcimboldo est un astéroïde de la ceinture principale.

## Description
(6556) Arcimboldo est un astéroïde de la ceinture principale. Il fut découvert le 29 décembre 1989 à l'Observatoire Kleť par Antonín Mrkos. Il présente une orbite caractérisée par un demi-grand axe de 2,20 UA, une excentricité de 0,13 et une inclinaison de 5,0° par rapport à l'écliptique.

## Compléments